# Triclisia riparia
Triclisia riparia är en tvåhjärtbladig växtart som beskrevs av Georges M.D.J. Troupin. Triclisia riparia ingår i släktet Triclisia och familjen Menispermaceae. Inga underarter finns listade i Catalogue of Life.